# R&F Center
R&F Center es un rascacielos de 54 plantas y 243 metros (797 pies) de altura completado en 2007 y situado en Cantón (Guangzhou), China. Su promotor es R&F Properties, uno de los promotores más importantes de Cantón.